# Rosana Pastor
Rosana Pastor Muñoz (Alboraya, Valencia, 7 de agosto de 1960) es actriz de cine, teatro y TV, directora y política española.

## Biografía
Estudió en la Escuela de Arte Dramático de Valencia (ESAD). Recibió clases de Antonio Díaz Zamora, Antonio Tordera y Francisco Romá (director del film Tres en raya). Trabajó para Ken Loach en la película Land and Freedom (Tierra y libertad), junto a Icíar Bollaín. 
Aparte de su extensa carrera como protagonista de cine y televisión, también ha ejercido como actriz de teatro en obras como Pessoa en Persona, Las Troyanas, Tío Vania y La pell en Flames. También pudimos verla como Juana de Arco en el Palau de les Arts, con la Orquesta y el Coro de la Generalidad, y como directora y narradora del espectáculo Enoch Arden.  Sus papeles más recientes en cine y televisión han sido la premiada cinta  "La Herida" y "Josefina Peñafiel" en el serial Amar es para siempre. 
En noviembre de 2015, se hizo público que se presentaría en la lista conjunta Compromís-Podemos-És el Moment a las elecciones generales del 20 de diciembre por Valencia, tras las que consiguió un escaño en el Congreso de los Diputados de España, aplazando el proyecto de dirigir su primera película de ficción.
En 2021 fue nombrada Comisionada del Año García Berlanga, será la encargada de llevar a cabo las actividades correspondientes a la conmemoración de los cien años del nacimiento del director y guionista cinematográfico, Luis García Berlanga.

## Trayectoria artística

### Televisión
- Galería Oberta, reparto (1986)
- Brigada Central, como Esperanza (1989)
- Flash, der fotoreporter, como Elena (1993)
- Farmacia de guardia, como Sofía (1995)
- Dues dones, como María. TV movie (1998)
- El laberinto mágico de Max Aub, reparto. TV movie (2002)
- Viento del pueblo: Miguel Hernández, reparto. Miniserie (2002)
- El comisario, como Ana Carpio (2004)
- Projecte Cassandra, como Marta. TV movie (2005)
- Latidos, como Ángela. TV movie (2006)
- Negocis de familia, reparto (2006)
- Cheetah Girls 2, como Aramet. TV movie (2006)
- Cartas de Sorolla, como Clotilde García. TV movie (2006)
- La princesa del polígono, como Chusa. TV movie (2007)
- Violetas, como Estrella. TV movie (2008)
- UCO, un episodio Hogar, dulce hogar (2009)
- El mar de plástico, como Carmen. TV movie (2011)
- Amar es para siempre, como Josefina Peñafiel y Costa-Umbría (2013)
- Cuéntame como pasó, como Karina (adulta) (2021)

### Largometrajes
- Qui t'estima, Babel?, como una profesora. Dir. Ignasi P. Ferré (1987)
- Un negro con un saxo, como Marta. Dir. Francesc Bellmunt (1989)
- Monte Bajo, reparto. Dir. Julián Esteban (1989)
- Las edades de Lulú, como Chelo. Dir. Bigas Luna (1990)
- El hombre de la nevera, reparto. Dir. Vicente Tamarit (1993)
- Una chica entre un millón, reparto. Dir. Álvaro Sáenz de Heredia (1994)
- Tierra y libertad, como Blanca. Dir. Ken Loach (1995)
- Sólo se muere dos veces, como Esmeralda Velasco. Dir. Esteban Ibarretxe (1997)
- En brazos de la mujer madura, como Pilar. Dir. Manuel Lombardero (1997)
- Un gesto más, como Mónica. Dir. Robert Dornhelm (1997)
- No se puede tener todo, como Celia. Dir. Jesús Garay (1997)
- El comisario europeo, como Helena Moguentes. Dir. George Sluizer (1998)
- El árbol de las cerezas, como Teresa. Dir. Marc Recha (1998)
- Coraje, como Jimena. Dir. Alberto Durant (1999)
- Un banco en el parque, como Cristina. Dir. Agustí Vila (1999)
- Arde, amor, como Modia. Dir. Raúl Veiga (1999)
- Sobreviviré, como Trini. Dir. David Menkes y Alfonso Albacete (1999)
- Leo, como Merche. Dir. José Luis Borau (2000)
- Juana la loca, como Elvira. Dir. Vicente Aranda (2001)
- Anna's summer, como Malena. Dir. Jeanine Meeraphel (2001)
- Mi casa es tu casa, como Marisol. Dir. Miguel Álvarez (2002)
- O rapaz do trapecio voador, como Conceição. Dir. F. Mato Silva (2002)
- El refugio del mal, como Simone. Dir. Félix Cábeza (2002)
- La mujer del emperador, como la emperatriz. Dir. Julián Vrebos (2003)
- El coche de pedales, como Estrella. Dir. Ramón Barea (2004)
- Cien maneras de acabar con el amor, como Sara de adulta. Dir. Vicente Pérez (2004)
- A ras de suelo, como Alicia. Dir. Carles Pastor (2005)
- Arena en los bolsillos, como Marta. Dir. César Martínez Herrada (2006)
- La bicicleta, como Victoria. Dir. Sigfrid Monleón (2006)
- Three Stories about Sleeplessnees, reparto. Dir. Tomislav Radic (2008)
- Imaginario, como Trinidad. Dir. Pablo Cantos (2008)
- La conjura de El Escorial, como Doña Juana de Coello. Dir. Antonio del Real (2008)
- Entidad sobrenatural oculta, reparto. Dir. Santiago Lapeira (2009)
- Un ajuste de cuentas, como una psicoanalista. Dir. Manane Rodríguez (2009)
- Una hora menos, como Isabel. Dir. Frank Spanno (2011)
- Un suave olor a canela, reparto. Dir. Giovanna Ribes (2012)
- La herida, como Madre Ana. Dir. Fernando Franco García (2013)
- Ovidi, el making of de la pel·lícula que mai es va fer. Dir. Vicent Tamarit (2016)

### Cortometrajes
- Pirañas en cabriolé. Dir. Carlos Pastor (1992)
- Ábreme la puerta, como Teresa (1995)
- La caída del imperio. Dir. Fernando Merinero (2001)
- Avatar. Dir. Lluís Quilez (2005)
- Olalla, como la madre de Olalla Dir. Menna Fité (2006)
- Palabras y puños. Dir. Rafa Higón y Manel Gimeno (2008)
- Genio y figura, como una ejecutiva. Dir. Hatem Khraiche (2010)
- Versus. Dir. Alejandro Hernández (2011)

### Teatro
- Pessoa en persona. Dir. Vicente Genovés
- La Quinta columna. Dir. Ariel García
- El hombre deshabitado. Dir. Emilio Hernández
- Mujeres al vapor. Dir. Consuelo Trujillo, con la Compañía Pez Luna Teatro
- Antígona. Dir. Eusebio Lázaro, en el Festival de Mérida
- Las troyanas. Dir. Irene Papas, con la Compañía La Fura dels Baus
- La pell en flames. Dir. Carme Portacelli
- Passos lleugers. Dir. Dacia Maraini, con la colaboración de Amnistía Internacional
- Confesiones de siete mujeres. Dir. Jerónimo Cornelles
- Tío Vania. Dir. S. Sánchez, con la Compañía Imprebís (Actualidad)

## Premios y nominaciones
Premios Goya
| Año  | Categoría                                | Película                  | Resultado |
| ---- | ---------------------------------------- | ------------------------- | --------- |
| 2008 | Mejor interpretación femenina de reparto | La conjura de El Escorial | Nominada  |
| 2001 | Mejor interpretación femenina de reparto | Juana la Loca             | Nominada  |
| 1995 | Mejor actriz revelación                  | Tierra y libertad         | Ganadora  |

Otros premios
- Premio a mejor actriz secundaria en los Premis Tirant de Audiovisual Valenciano por Arena en los bolsillos (2007).
- Premio a mejor actriz en los Premis Tirant de Audiovisual Valenciano por Cien maneras de acabar con el amor (2005).
- Premio a mejor actriz en la Mostra de Valencia por A ras de suelo (2005).
- Premio a mejor actriz en la Mostra de Valencia por Cien maneras de acabar con el amor (2004).
- Premio a mejor actriz en la Mostra de Valencia por Arde amor (1999).
- Premio Turia a la mejor actriz por la Associació d’Actors del País Valenciano por Tierra y libertad (1996).